# Лисица, Павел Леонидович
Павел Леонидович Лисица (укр. Павло Леонідович Лисиця; 11 ноября 1972, Слобода-Ходакская — 19 сентября 2024, Курахово) — украинский военнослужащий, солдат, участник российско-украинской войны. Герой Украины (2025, посмертно).Место рождение село Ходаки Жмеринський р-н Винницкая обл. 

## Биография
Родился в 1972 году, проживал в селе Слобода-Ходакская. Во время полномасштабного российского вторжения в Украину служил механиком-водителем танка в 14-й бригаде оперативного назначения Национальной гвардии Украины «Червона калина».
Во время одного из боевых заданий экипаж танка попал под обстрел. Несмотря на тяжёлые ранения, солдат Павел Лисица остался рядом с танком и вступил в стрелковый бой с противником, чем спас экипаж, который успел покинуть боевую машину. 
Погиб 19 сентября 2024 года в Курахово Донецкой области.
Похоронен в родном селе.

## Награды
- Звание «Герой Украины» с удостоением ордена «Золотая Звезда» (23 мая 2025, посмертно) — за личное мужество и героизм, проявленные в защите государственного суверенитета и территориальной целостности Украины, верность военной присяге[3].